# Paesaggio con bagnanti (Guercino)
Paesaggio con bagnanti è un dipinto a olio su tela (36,5x53,5 cm) di Giovanni Francesco Barbieri, detto Guercino, databile al 1618 e conservato nel Museum Boijmans Van Beuningen a Rotterdam.

## Storia
Il dipinto Paesaggio con donne bagnanti fu identificato da Arnauld Brejon de Lavergnée come l’opera già descritta negli inventari della collezione di Everhard Jabach, acquistata da Luigi XIV nel 1671. Il riconoscimento si basa sulla corrispondenza tra la tela oggi conservata al Museum Boijmans Van Beuningen e una descrizione antica presente nei registri collezionistici del XVII secolo. Il dipinto figura nell'inventario delle collezioni reali redatto da Charles Le Brun nel 1683; tuttavia, nel successivo inventario della collezione reale (1709), l'opera non è più presente.

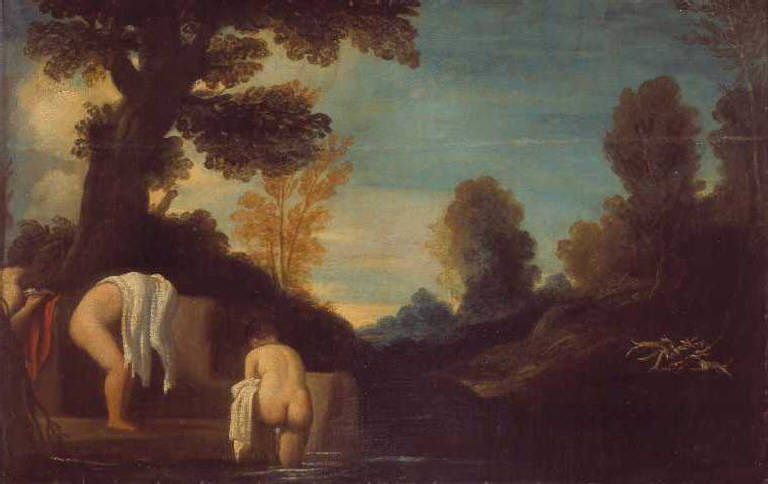
Diana al bagno con le ninfe, bottega del Guercino, 1610–1620. Accademia Carrara, Bergamo.

Riemerge negli anni 1930, quando fu messa sul mercato dal collezionista Jean Savin a Parigi (attribuita a Johann Liss) e fu acquistata dal collezionista olandese Vitale Bloch (1900-1975). Fu lo stesso Bloch a riconoscerla come opera di Guercino, identificandola come l'originale di una composizione conservata all'Accademia Carrara di Bergamo: Diana con le Ninfe al bagno, proveniente dalla collezione Lochis ed erroneamente attribuita al Domenichino. L'attribuzione al Domenichino fu mantenuta anche dopo l'ingresso della tela nell'Accademia nel 1859. Fu Roberto Longhi a cogliere per primo il carattere guercinesco del dipinto bergamasco e ad assegnarlo al maestro centese. Denis Mahon, accogliendo la proposta attributiva di Bloch, si procurò l'originale, che fu esposto nella mostra dedicata a Guercino a Bologna nel 1968. L'opera fu poi lasciata da Bloch in eredità al Museum Boijmans Van Beuningen di Rotterdam.
Dopo l'esposizione alla mostra del 1968, il dipinto è stato esposto all'Institut Néederlandais di Parigi nella mostra Le choix d'un amateur eclaré (ottobre -novembre 1970).

## Descrizione
La scena è ambientata in un paesaggio boschivo attraversato da uno specchio d'acqua scuro e profondo. In primo piano tre donne nude sono colte nell'atto del bagno: una si china per immergersi, un'altra sta entrando in acqua, mentre la terza osserva dall'alto, dietro un muretto. Sullo sfondo, a destra, compaiono due viandanti accompagnati da un cane che avanzano lungo un sentiero collinare, in direzione opposta rispetto alla scena principale. In questa scena accessoria, che nella copia di Bergamo è più grande e dettagliata, alcuni hanno voluto vedere il mito di Diana e Atteone, ma Mahon ha rifiutato questa interpretazione.
L'atmosfera è dominata da un cielo ampio, percorso da nubi azzurre e giallastre tipiche del paesaggismo emiliano. La vegetazione, resa con fronde scure e tocchi ocra e bruni, e il terreno, modellato con pennellate dense e fluide, contribuiscono a creare un paesaggio materico e vibrante. La luce, sospesa tra il giorno e la notte, definisce una dimensione atemporale che Massimo Pulini ha chiamato «venticinquesima ora» L'insieme evoca un mondo visionario e poetico, dove lo spazio non risponde a criteri naturalistici, ma a logiche emotive e immaginative.
Esistono altre due copie del dipinto: una al castello di Chenonceaux e un'altra a Venezia, nel magazzino delle Gallerie dell'Accademia, precedentemente nella collezione Contarini.

## Stile
Per questo dipinto Guercino potrebbe aver tratto ispirazione dalla tradizione paesaggistica emiliana, in particolare dal Paesaggio con Salmace ed Ermafrodito di Ludovico Carracci, che avrebbe potuto conoscere attraverso la collezione del ferrarese Roberto Canonici. Dal dipinto di Ludovico, Guercino sembra riprendere alcune soluzioni compositive e stilistiche, come l'uso del blu oltremare nel cielo con nuvole striate, il trattamento della vegetazione – resa con fronde scure ravvivate da tocchi ocra e bruno – e le pennellate dense e fluide impiegate per modellare fiumi, rocce e colline. Tali caratteristiche, riconducibili allo stile maturo di Ludovico, si fondono «con il modo suo proprio e con quella sua bella macchia» e costituiscono la base formale dei suoi paesaggi databili tra il 1617 e il 1618, nella fase iniziale della sua carriera. Appartengono a questo gruppo opere come il Paesaggio con figure presso un fiume (Napoli, collezione privata), il Paesaggio al chiaro di luna con carrozza (Stoccolma, Nationalmuseum), il Paesaggio con cavaliere e viandanti (ubicazione ignota) e il Paesaggio con Tobia e l’angelo (Austin, Blanton Museum of Art).
Nel Paesaggio con donne bagnanti conservato a Rotterdam, Guercino manifesta un'evoluzione rispetto alla sua precedente concezione del paesaggio, ancora fortemente legata alla tradizione ferrarese. Questo mutamento, seppur contenuto, potrebbe essere stato influenzato dal soggiorno veneziano del 1618 e dal contatto con le opere di Domenico Fetti, molto apprezzate sul mercato artistico della città e stimate anche da Johann Liss. L'interesse diffuso per soggetti simili a quello del dipinto potrebbe risalire alle invenzioni di Adam Elsheimer, come il Paesaggio con una ninfa (Berlino, Bode Museum), che ebbe larga diffusione. Non si può escludere che Carlo Saraceni, sensibile a tali suggestioni, ne abbia portato alcuni esempi a Venezia, dove Guercino avrebbe potuto vederli. La tecnica adottata da Guercino in quest'opera, più libera e fluida nel tocco, si avvicina per certi aspetti proprio alla pittura del Fetti. La realizzazione del dipinto va comunque collocata non prima della fine del 1618.